# モエギノジノム
モエギノジノムは、日本の女性アイドルグループ。略称は「モエギ」。株式会社ONECOLOR所属で2018年から東京を中心に活動していた。グループ名は、モエギ＝萌葱（草木の芽吹く色）ジノム＝英：genome（ドイツ語でゲノム、遺伝子のこと）を組み合わせたもの。キャッチコピーは「アイドル界の新人類」。)ITP（アイドルのたまごプロジェクト）所属の「マボロシ可憐GeNEの遺伝子を受け継ぐアイドル」との触れ込みの元、楽曲、ロゴデザインなどを受け継いでおり、プロデュースと運営の一部をITPに委託している。(マボロシ可憐GeNEの楽曲の内「トリドリ」「ドキ!onストリート」については旧来のメンバーへ譲渡された)。
解散後楽曲の権利はITPが持ち虹色幻想曲 A NEW HOPEが一部楽曲を継承している。

## メンバー
出典：
| 名前                         | 誕生日  | 出身地 | 愛称       | 備考 |
| ---------------------------- | ------- | ------ | ---------- | --- |
| 亜乃のあ（あののあ）         | 8月29日 | 兵庫   | のあたん   | 2018ONECOLORレースクイーンチーム「HONEY COLOR’S」メンバー メンバー最年少、卒業後虹色幻想曲 〜プリズム・ファンタジア〜へ                                                                                 |
| 天音いのり（あまねいのり）   | 4月2日  | 秋田   | いのりん   | 卒業後虹色幻想曲 〜プリズム・ファンタジア〜へ |
| 小松世奈（こまつせな）       | 1月5日  | 大阪   | せなち     | YouTube「DeepRedホラーチャンネル」レポーター |
| 高森ゆな（たかもりゆな）     | 3月16日 | 東京   | ゆなぴ     | 2018ONECOLORレースクイーンチーム 「HONEY COLOR’S」メンバー 過去にアイドルグループゆめかわクラウンTOKYOに在籍、引退後リルグレのプロデューサーを経て虹色幻想曲 〜プリズム・ファンタジア〜のメンバーとなる |
| 立石ほのか（たていしほのか） | 7月7日  | 埼玉   | ほっか     | 元ファッション雑誌モデル |
| 藤田愛純（ふじたあずみ）     | 1月7日  | 東京   | あずにゃん | 2期メンバー 元シブヤDOMINION |

## 略歴

### 2018年
- 4月30日 - 新宿 Zirco Tokyoにて開催された「『ザ・真剣勝負ベストテンプラスVol.12』＆『Zirco Tokyo SUPER LIVE 2018』@Zirco Tokyo～GWスペシャル公演～」にてシークレットお披露目
- 5月2日 - 渋谷 QUATTROにて開催された「アイドルよ覚醒せよ vol.33」IN クラブクアトロ ～にて正式デビュー
- 6月2日 - 新木場 STUDIO COAST アイドル甲子園初出場
- 6月18日～24日 - 汐留ロコドル甲子園2018出場をかけたネット投票にエントリー 本戦出場ならず[8]
- 7月17日 - 渋谷 チェルシーホテルにて立石ほのか生誕祭開催、同公演にて「DDK」初披露
- 8月1日 - 熱海 初遠征 あたみビール祭り
- 8月25日 - 横浜アリーナ ＠JAM EXPO 2018「真夏の運試し！～帰ってきた！じゃんけんの乱～」出場 3回戦敗退[9]
- 8月29日～9月2日 - 高森ゆな 舞台「スリーアウト ホームラン編」出演[10]
- 9月2日 - 初台 DOORSにてすもものあ生誕祭開催
- 9月26日 - 新宿 ReNYにて「超絶！片思い」初披露
- 9月29日 - 渋谷 club asiaにて「限界BORDER」初披露
- 10月26日発売 - 高森ゆな ぶんか社 エキサイティングマックス！12月号 掲載[11]
- 11月16日~ - 亜乃のあ 立石ほのかのインタビュー記事が、ValuePress！[12]、mine[13]、ROCK LYRIC[14]、財経新聞[15]、Second Innovation[16]などに掲載
- 12月1日 - 「Girls on top 1st mini live in 広州」に出演、初の海外遠征となる

### 2019年
- 1月21日 - すももが足の怪我の治療のため活動休止へ[17]
- 2月2日 でらロックフェスティバル2019初出演[18]
- 4月19日 渋谷VUENOSにて開催された天音いのり生誕祭にて藤田愛純(元シブヤDOMINION)、久保はる子の加入を発表
- 4月28日 すももが卒業
- 5月30日 渋谷WOMBにて「モエギノジノム初主催ライブ 結成一周年～モエギちゃん1さい～」開催。
- 7月7日 渋谷DESEO miniにて立石ほのか生誕祭を開催。
- 9月2日 青山RizMにてLore☆Restart、NeatAndClean、Sistersあにまとの4マンライブ「革新的4マン」を開催。
- 12月17日 高森ゆな卒業にあわせて解散。

## 楽曲
| 曲名                                     | 備考                                                         |
| ---------------------------------------- | ------------------------------------------------------------ |
| Fly                                      |                                                              |
| 乱舞ゼーション                           | 作詞作曲：Maya Asahina Arrangement：Dee Jay GOGH             |
| 最強純情DNA※                             | 作詞作曲：ヒゲドライバー                                     |
| DDK－誰でも どっからでも かかってこい－※ | 作詞作曲編曲：福井シンリ                                     |
| 超絶！片思い※                            | 作曲編曲：福井シンリ                                         |
| 限界BORDER※                              | 作詞：MiNE 作曲：MiNE、Atsushi Shimada 編曲：Atsushi Shimada |
| 純情乙女のハートビート                   |                                                              |
| きらいきらいだいすき※                    | 作詞：まい                                                   |

※マボロシ可憐GeNEから引き継いだ楽曲

## エピソード他
- 2018年4月30日～5月2日 - シークレットお披露目、及びお披露目のタイムテーブルでは「世界の◎◎(仮)」と表記された。渋谷QUATTROのお披露目には、乱舞ゼーションの作曲者で元マボロシ可憐GeNEメンバーの朝比奈まやがDJまやのすけとして登場して、特典会にも参加した[20]。
- 2018年8月25日 - ＠JAM EXPO2018でモエギは、縁日「スーパーボールすくい」を担当した。成功者には特典として初めての私物サインがプレゼントされた[21]。
- 2018年8月29日～9月9日 - ＠JAM EXPO2018参加に付随して、CHEERZのイベント「出演者からの直筆サイン入りオリジナルキャッププレゼント！」にもエントリーされた[22]。

### Twitter
- モエギノジノム公式 (@MoeginoGenome) - X（旧Twitter）
- 亜乃のあ (@anonoa_onecolor) - X（旧Twitter）
- 天音いのり (@amaneinorin) - X（旧Twitter）
- 小松世奈 (@komatsu_sena) - X（旧Twitter）
- 高森ゆな (@yuna_takamori) - X（旧Twitter）
- 立石ほのか (@tateishehonoka) - X（旧Twitter）

### Youtube
- モエギノジノム 【公式】

### Instagram
- 亜乃のあ (@ahamirus) - Instagram
- 小松世奈 (@komatsu_sena) - Instagram
- 立石ほのか (@tateishehonoka) - Instagram

### ブログ
- 亜乃のあ
- 小松世奈
- 高森ゆな

### SHOWROOM
- モエギノジノム - ウェイバックマシン（2018年11月23日アーカイブ分）
- 亜乃のあ - ウェイバックマシン（2018年11月23日アーカイブ分）
- 高森ゆな - ウェイバックマシン（2018年11月23日アーカイブ分）

### 所属事務所
- 株式会社ONECOLOR
- ワンカラーオフィシャルブログ